# Bajtkowo (gmina)
Bajtkowo – dawna gmina wiejska istniejąca w latach 1945–1954 w województwie białostockim (dzisiejsze województwo warmińsko-mazurskie). Siedzibą władz gminy było Bajtkowo.
Gmina Bajtkowo powstała po II wojnie światowej na terenie tzw. Ziem Odzyskanych (tzw. IV okręg administracyjny – Mazurski). 25 września 1945 roku gmina – jako jednostka administracyjna powiatu ełckiego – została powierzona administracji wojewody białostockiego, po czym z dniem 28 czerwca 1946 roku weszła w skład województwa białostockiego. Według stanu z 1 lipca 1952 roku gmina była podzielona na 11 gromad: Bajtkowo, Białołany, Ciernie, Karbowskie, Mostołty, Niekrasy, Rostki Bajtkowskie, Suczki, Śniepie, Tracze i Zdedy.
Gmina została zniesiona 29 września 1954 roku wraz z reformą wprowadzającą gromady w miejsce gmin. Jednostki nie przywrócono 1 stycznia 1973 roku po reaktywowaniu gmin.